# Rileya abnormicornis
Rileya abnormicornis är en stekelart som först beskrevs av William Harris Ashmead 1894.  Rileya abnormicornis ingår i släktet Rileya och familjen kragglanssteklar. Inga underarter finns listade i Catalogue of Life.